# Оржеваль (Эна)
Оржева́ль (фр. Orgeval) — коммуна во Франции, находится в регионе Пикардия. Департамент коммуны — Эна. Входит в состав кантона Лан-2. Округ коммуны — Лан.
Код INSEE коммуны — 02573.

## Население
Население коммуны на 2010 год составляло 72 человека.
| 1962 | 1968 | 1975 | 1982 | 1990 | 1999 | 2010 |
| ---- | ---- | ---- | ---- | ---- | ---- | ---- |
| 63   | 50   | 76   | 61   | 60   | 66   | 72   |

## Экономика
В 2010 году среди 43 человек трудоспособного возраста (15—64 лет) 33 были экономически активными, 10 — неактивными (показатель активности — 76,7 %, в 1999 году было 57,9 %). Из 33 активных жителей работали 30 человек (15 мужчин и 15 женщин), безработных было 3 (1 мужчина и 2 женщины). Среди 10 неактивных 3 человека были учениками или студентами, 4 — пенсионерами, 3 были неактивными по другим причинам.